# Henri Moissan
Ferdinand Frédéric Henri Moissan [ánri moasán] (28. září 1852 – 20. února 1907) byl francouzský chemik, který v roce 1906 získal Nobelovu cenu za chemii za izolování fluoru ze sloučeniny.

## Život
Henri Moissan se narodil v pařížské židovské rodině.
Studoval v Meaux. Po pádu Pařížské komuny se zapsal na farmaceutickou školu v Paříži, kde získal diplom lékárníka druhé třídy. Zabýval se současně chemií, jeho zájem jej přivedl do laboratoře aplikované anorganické chemie Národního přírodovědeckého muzea Edmonda Frémyho, zde se seznámil s prací a studoval u H. S-C. Devilleho a Henri Debraye. Pracoval také v laboratoři Pierre-Paula Dehéraina i na Sorbonně. Zabýval se kyanidy, oxidy železa, sloučeninami chromu a fluoru, karbidy, silicidy, hydridy a mnoha dalšími.

### Dílo
Existence fluoru byla v té době známa už mnoho let, ale všechny snahy o přípravu tohoto prvku ztroskotaly. Když se chemikům povedlo oddělit fluor od sloučeniny, ten okamžitě reagoval s prvkem ve své blízkosti. Pouze zlato nepropouštělo atomy fluoru.
Moissanovi se podařilo oddělit fluor elektrolýzou roztoku hydrogendifluoridu draselného (KHF2) a kyseliny fluorovodíkové. Tato směs byla nutná, protože kyselina fluorovodíková je nevodič. Přístroj na elektrolýzu byl vybaven platino-iridiovými elektrodami. Platinu zchladil a udržoval teplotu přístroje na -50 °C. Výsledkem byla izolace vodíku (na záporných elektrodách) od fluoru, který se tvořil na kladných elektrodách. Tento proces se stále využívá při výrobě fluoru. Chování fluoru studoval velmi podrobně.
V roce 1904 objevil Moissan v meteoritickém kráteru Barringer v Arizoně dosud neznámý minerál (karbid křemíku), který se svými vlastnostmi podobal diamantu. Je také druhým nejtvrdším přírodním materiálem. Minerál byl pojmenován po svém nálezci – moissanit.
Moissan zemřel v Paříži, krátce po návratu ze Stockholmu, kde obdržel Nobelovu cenu. Není jasné, zda jeho náhlou smrt nezpůsobily jeho experimenty.